# Erik Marks von Würtemberg
Erik Teodor Marks von Würtemberg, född 11 maj 1861 i Björnlunda socken, Södermanlands län, död 22 juli 1937 i Oscars församling, Stockholms stad, var en svensk friherre, jurist och politiker. Han var bror till Robert Marks von Würtemberg.

## Biografi
Erik Marks von Würtenberg blev fil. kand. 1880 och jur. utr. kand. 1885, båda vid Uppsala universitet. Efter tingstjänstgöring och tjänst som vice häradshövding verkade han vid Svea hovrätt, först som fiskal och adjungerad ledamot och därefter som assessor 1894–1898. Han kom dock att lämna sin aktiva hovrättstjänst redan 1894, och tjänstgjorde därefter som tillförordnad revisionssekreterare fram till 1895 och som ledamot av lagbyrån i Justitiedepartementet 1896–1901. Åren 1898–1900 var han ordinarie revisionssekreterare, och därefter häradshövding i Södra Åsbo och Bjäre domsaga från 1900.
År 1903 blev Marks von Würtemberg ledamot av Högsta domstolen. Åren 1905–1906 var han konsultativt statsråd i Karl Staaffs första regering, och kom i denna befattning att genomföra de ändringar i strafflagen som kommit att kallas för Staafflagarna. Marks von Würtemberg var 1923–1924 utrikesminister i Ernst Tryggers regering; under hans ämbetstid kom Sverige bland annat att erkänna den nybildade Sovjetunionen. Han var Sveriges delegat vid fredskonferensen i Versailles 1919 och i Nationernas förbund 1920–1929, samt ledamot av den permanenta skiljedomstolen i Haag från 1921.
Från 1920 var Marks von Würtemberg tillförordnad hovrättspresident i Svea hovrätt, och sedan ordinarie hovrättspresident 1925–1931. Han var därefter ordförande i lagberedningen fram till 1935. Vid sidan av ämbetet hade Marks von Würtemberg ett starkt musikintresse, och var från 1908 ledamot av Kungliga Musikaliska Akademien samt dess preses 1920–1932.

### Privatliv
Erik Marks von Würtemberg var son till fanjunkaren vid Södermanlands regemente och underlöjtnanten i armén friherre Ulrik Johan Theodor Ludwig Marks von Würtemberg (1820–1904) och Clara Gustava, född Kjellgren (1828–1910). Från 1885 var han gift med Olga Carolina Clotilde Kotzian (1865–1938) från Italien.

## Utmärkelser

### Svenska utmärkelser
- Riddare av Nordstjärneorden, 1 december 1898.[4]
- Kommendör av Nordstjärneorden, 30 november 1901.[4]
- Kommendör av första klassen av Nordstjärneorden, 15 maj 1905.[4]
- Kommendör med stora korset av Nordstjärneorden, 6 juni 1913.[4]
- Riddare och kommendör av Kungl. Maj:ts orden (Serafimerorden), 6 juni 1926.[4]

### Utländska utmärkelser
- Kommendör av första klassen av Norska Sankt Olavs orden, 22 oktober 1904.[4]
- Storkorset av Norska Sankt Olavs orden, 13 oktober 1919.[4]
- Storkorset av Danska Dannebrogorden. 26 januari 1921.[4]
- Storofficer av Franska Hederslegionen. 1922.[4]
- Storkorset av Finlands Vita Ros’ orden. 1925.[4]